# Provincia Kermanshah
Provincia Kermanshah    (în persană :رمانشاه ) este una din cele 30 provincii ale Iranului. Capitala provinciei este Kermanshah, la distanță de 525 km de Teheran.

## Suddiviziuni administrative
Provincia este împărțită în 14 shahrestāne:
- Shahrestānul Dalahu
- Shahrestānul Eslamabad-e Gharb
- Shahrestānul Gilan-e Gharb
- Shahrestānul Harsin
- Shahrestānul Javanrud
- Shahrestānul Kangavar
- Shahrestānul Kermanshah
- Shahrestānul Paveh
- Shahrestānul Qasr-e-Shirin
- Shahrestānul Ravansar
- Shahrestānul Sahneh
- Shahrestānul Salas-e-Babajani
- Shahrestānul Sarpol-e-Zahab
- Shahrestānul Sonqor